# Май (верховний жрець Амона)
Май або Майя (*XIV ст. до н. е. ) — давньоєгипетський політичний діяч XVIII династії, верховний жрець Амона у Фівах за володарювання фараонів Аменхотепа III та Аменхотепа IV. Не слід плутати х Маєм, що був носієм печатки фараона та писарем фараона.

## Життєпис
Про Мая замало відомостей. Напевне походив з фіванської знаті. Обійняв посаду верховного жерця наприкінці правління фараона Аменхотепа III після Мериптаха. Мав неабиякий вплив серед знаті та жрецтва. Напочатку нового фараона Аменхотепа IV стримував його намір приборкати жерців Амона та посилити владу фараона. Разом з тим не вступав у конфлікт з володарем. Натомість фараон зважав на вплив верховного жерця.
Єдиною згадкою є напис на остроконі, знайдений некрополі Дра Абу ель-Неґа. В ній йдеться про те, що на 4 рік правління Аменхотепа IV (близько 1373 року до н. е.) здійснив експедицію до каменярень в Ваді Хаммамат, звідти привіз блок для виготовлення статуї фараона. Його супроводжував загін у 253 вояки з начальником носіїв Ра та військовиків Аменмосе.
Напевне помер десь близько 6 року правління Аменхотепа IV або трохи пізніше. Де дозволило Аменхотепу IV розпочати релігійну реформу, оскільки новий верховний жрець Аменемопе зайняв більш жорстку позицію щодо політики фараона. Поховано Мая в гробниці К99.1 в некрополі Дра Абу ель-Неґа.